# Paname (album Léo Ferré)
Paname è un album di Léo Ferré del 1960.

## Tracce
Lato A
1. Paname - 4:36
2. Merde à Vauban (Testo : Pierre Seghers) - 3:12
3. Les poètes - 2:51
4. La maffia - 2:52

Lato B
1. Jolie môme - 2:40
2. Comme à Ostende (Testo : Jean-Roger Caussimon) - 3:38
3. Quand c'est fini ça recommence (Testo : René Rouzaud) - 2:18
4. Si tu t'en vas - 4:03